# Well Well Well (Grace Jones)
    Well Well Well    è un singolo promozionale della cantante giamaicana Grace Jones pubblicato nel 2009 come terzo singolo dell'album Hurricane.

## Descrizione
Il brano è stato scritto dalla cantante e da Barry Reynolds, e fu stampato in alcune copie promozionali in CD per il mercato europeo. Commercialmente non ebbe alcun impatto nelle classifiche, posizionandosi alla posizione 44 in Belgio, e alla 131 nel Regno Unito.

## Tracce
- CD promotional single

1. "Well well Well – 3:51